# イリティツャ川
イリティツャ川（イリティツャがわ、ウクライナ語: Ільтиця）はウクライナを流れる、トルビジュ川左岸の支流である。全長37km、河口はペレヤスラウ＝フメリニツキー。

## 歴史
ルーシの年代記（レートピシ）においてはアリタ川という名で言及されており、1015年にはボリス（のちに列聖される聖ボリスとグレブの1人。）がスヴャトポルクに殺害された場所として、1019年にはそのスヴャトポルクをヤロスラフが破った場所として記されている。また、1068年のアリタ川の戦いでは、上記のヤロスラフの子であり三頭体制を敷いていたイジャスラフら3兄弟のドルジーナ（従士）隊がポロヴェツ族に敗れている。